# 願望猴神
《願望猴神》是倪匡筆下科幻小說衛斯理系列之一，編號41，連載於1979年12月13日至1980年5月30日的《明報》（包括《連鎖》）。本書為故事連鎖的下集，揭開上集種種謎團。

## 故事大綱

### 分裂的兩個人和猴神傳說
健一和衛斯理在鐵輪的住所發現兩卷有關板垣案的錄影帶，發現事情還牽涉雲子，雲子的「自己」和一個印度人。健一和衛斯理分頭行事，衛斯理再到印度拜訪動物學家那蒂星，並在他的家偶遇耶里王子──衛斯理要找的那個印度人。

### 找回自己比任何事重要
奈可打長途電話找衛斯理，他告訴衛斯理健一辭職一事和健一留下來的話。原來健一辭職前，曾與雲子會面，又在那房間看到了「自己」，於是留下字條，告訴自己的決定和勸喻衛斯理找回自己比任何事重要。

### 耶里王子的故事
耶里王子告訴衛斯理他大學時期遇到板垣光義的經過。

### 板垣光義極其怪異的死亡
過了兩年，耶里王子為了得到自己心愛的女子，想起板垣光義和靈異猴神，到日本找板垣光義，卻發現兩個板垣光義在半年前已死。

### 古老箱子中的怪東西使人看到自己
板垣一郎和耶里王子在那間用來幽會的住宅會面，板垣一郎向耶里王子分享他的堂叔──板垣光義的遺物，當中一件怪東西可使人看到自己。

### 一種可以複製出一個人來的裝置
過了一年，耶里終於透過那東西看到了「自己」，驚駭萬分，放棄追求三個願望，從此沒有接觸板垣一郎。衛斯理分析早前錄影帶中那個印度人是耶里的「自己」。

### 找猴神的行程之一
耶里和衛斯理一起出發見猴神，乘直升機到皇宮，宮殿內部佈滿熱帶野藤。耶里和衛斯理在直升機內休息，白色小眼鏡猴怪叫，槍聲響起。

### 廢宮外空地上的大會合
板垣一郎的妻子貞弓開槍射穿直升機的油箱，引起爆炸，耶里死亡。貞弓挾持衛斯理，健一、雲子、板垣一郎、鐵輪、耶里先後出現，並以出現的順序控制別人。衛斯理推算除了他外，現場其他人都是「副本」。

### 找猴神的行程之二
七人一起去見猴神，衛斯理沿途不斷與「副本」交談。走了三天，眾人看見一條發光的小徑，健一率先踏入光帶並消失。

### 我見了猴神實現了三個願望
衛斯理見了猴神，實現了三個願望，所有疑問一掃而空，得悉猴神是外星人。會面結束，所有「副本」消失，東京那個用作幽會單位也神秘失火。

## 故事角色簡介
- 衛斯理 - 故事主角。第一人稱敘述者。
- 鐵輪- 殺手，住所有大量意想不到的地方。
- 大良雲子 - 小歌星，板垣一郎的情婦，被認為是精神病患者。
- 健一 - 東京警視廳警探，負責板垣一案，後辭職。
- 那蒂星 - 住在印度的動物學家。
- 奈可 - 雲子的經紀人，夜總會經理，對雲子有大哥對妹妹一樣的感情。
- 耶里 - 印度王子。
- 板垣光義 - 研究印度古代史的學者，板垣一郎的遠房親戚。
- 貞弓- 板垣一郎的妻子，原身被板垣一郎的副本殺死。
- 板垣一郎- 原身被鐵輪殺死，副本殺死貞弓。

## 漫畫
- 香港漫畫家利志達發表了衛斯理《連鎖》漫畫
  - 出版社：辰星出版社

## 廣播劇
- 大陸廣州電台於2004年起以粵語首播衛斯理廣播劇，由主播講出《連鎖》故事。
  - 主播:李錦源
  - 合共26集

| 前任者： 040 連鎖 | 衛斯理系列（按編號） 041 願望猴神                      | 繼任者： 042 迷藏 |
| 前任者： 玩具     | 衛斯理系列（按連載時序） 1979年12月13日至1980年5月30日 | 繼任者： 尋夢     |